# 巴希巴
巴希巴(梵文：Babhaha)，印度大乘密宗人士，八十四成就者之一。

## 簡介
巴希巴的意思是「從水中得到牛奶的人」。他原居丹久雅地方，生活奢華，沉迷人間欲樂，後因緣供養一具德瑜珈士，從而升起信心求法。修法十二年終獲成就，後廣傳密法，且即身進入淨土。